# Atheneit
Atheneit ist ein sehr selten vorkommendes Mineral aus der Mineralklasse der Sulfide und Sulfosalze. Es kristallisiert im hexagonalen Kristallsystem mit der chemischen Zusammensetzung (Pd,Hg)3As und bildet kleine, eingewachsene Blasen von weißer Farbe.

## Etymologie und Geschichte
Das Mineral wurde 1974 von A. M. Clark, A. J. Criddle und E. E. Fejer in der Typlokalität Itabira im brasilianischen Bundesstaat Minas Gerais entdeckt. Sie benannten das neue Mineral nach der griechischen Göttin Pallas Athene. Die Namenswahl erfolgte auf Grund des enthaltenen Elementes Palladium.

## Klassifikation
In der veralteten 8. Auflage der Mineralsystematik nach Strunz war der Atheneit noch nicht aufgeführt.
In der zuletzt 2018 überarbeiteten Lapis-Systematik nach Stefan Weiß, die formal auf der alten Systematik von Karl Hugo Strunz in der 8. Auflage basiert, erhielt das Mineral die System- und Mineralnummer II/A.05-010. Dies entspricht der Klasse der „Sulfide und Sulfosalze“ und dort der Abteilung „Legierungen und legierungsartige Verbindungen“, wo Atheneit zusammen mit Arsenopalladinit, Genkinit, Isomertieit, Majakit, Menshikovit, Mertieit, Miessiit, Naldrettit, Palladoarsenid, Palladobismutoarsenid, Palladodymit, Polkanovit, Pseudomertieit, Rhodarsenid, Stibiopalladinit, Stillwaterit, Törnroosit, Ungavait, Vincentit und Zaccariniit eine unbenannte Gruppe mit der Systemnummer II/A.05 bildet.
Die von der International Mineralogical Association (IMA) zuletzt 2009 aktualisierte 9. Auflage der Strunz’schen Mineralsystematik ordnet den Atheneit in die Klasse der „Sulfide und Sulfosalze (Sulfide, Selenide, Telluride, Arsenide, Antimonide, Bismutide, Sulfarsenide, Sulfantimonide, Sulfbismutide)“ und dort in die Abteilung „Legierungen und legierungsartige Verbindungen“ ein. Hier ist das Mineral in der Unterabteilung „Legierungen von Halbmetallen mit Platin-Gruppen-Elementen (PGE)“ zu finden, wo es zusammen mit Vincentit eine unbenannte Gruppe mit der Systemnummer 2.AC.05a bildet.
In der vorwiegend im englischen Sprachraum gebräuchlichen Systematik der Minerale nach Dana hat Atheneit die System- und Mineralnummer 02.02.04.01. Das entspricht der Klasse der „Sulfide und Sulfosalze“ und dort der Abteilung „Sulfidminerale“. Hier findet er sich innerhalb der Unterabteilung „Sulfide – einschließlich Selenide und Telluride – mit der Zusammensetzung AmBnXp, mit (m+n):p = 3:1“ als einziges Mitglied in einer unbenannten Gruppe mit der Systemnummer 02.02.04.

## Kristallstruktur
Atheneit kristallisiert im hexagonalen Kristallsystem in der Raumgruppe P62m (Raumgruppen-Nr. 189) mit den Gitterparametern a = 6,798 Å und c = 3,483 Å sowie zwei Formeleinheiten pro Elementarzelle.

## Bildung und Fundorte
Atheneit bildet sich in Konzentraten von Goldauswaschungen. Es ist vergesellschaftet mit Arsenopalladinit, Palladseit, Isomertieit und Hämatit.
Von dem sehr seltenen Mineral sind nur wenige Fundorte bekannt. Außer in seiner Typlokalität fand man Atheneit in Curionópolis, im brasilianischen Bundesstaat Pará, in der Republik Komi und nahe dem Baikalsee in Russland sowie im Bushveld-Komplex in Südafrika.